# ألكسندر زوييف
ألكسندر زوييف (الروسية: Зуев, Александр Дмитриевич) هو لاعب كرة قدم كازاخستاني وروسي في مركز الوسط، ولد في 26 يونيو 1996 في قوستاناي في كازاخستان. لعب مع سبارتاك موسكو ونادي سبارتاك موسكو 2 لكرة القدم.

## وصلات خارجية
- ألكسندر زوييف على موقع قاعدة بيانات كرة القدم.إي يو (الإنجليزية)
- ألكسندر زوييف على موقع ناشيونال فوتبول تيمز (الإنجليزية)
- ألكسندر زوييف على موقع Soccerway.com (الإنجليزية)
- ألكسندر زوييف على موقع عالم كرة القدم.نت (الإنجليزية)